# Crypsirina
A Crypsirina a madarak (Aves) osztályának verébalakúak (Passeriformes) rendjébe, ezen belül a varjúfélék (Corvidae) családjába tartozó nem.

## Rendszerezésük
A nemet Louis Pierre Vieillot francia ornitológus írta le 1816-ban, az alábbi fajok tartoznak ide:
- Crypsirina cucullata
- Crypsirina temia

## Előfordulásuk
Délkelet-Ázsia, területén honosak. Természetes élőhelyei a szubtrópusi vagy trópusi síkvidéki esőerdők száraz erdők és mangroveerdők, valamint cserjések. Állandó, nem vonuló fajok.

## Megjelenésük
Testhosszuk 31-33 centiméter körüli.